# Elatostema tenuistipulatum
Elatostema tenuistipulatum là loài thực vật có hoa trong họ Tầm ma. Loài này được H.Schroet. mô tả khoa học đầu tiên năm 1939.